# Borja (planina u BiH)
Borja je planina u BiH, južno od Teslića.
Visoka je 1077 m, prekrivena gustom crnogorično-listopadnom šumom. Dobila je ime po borovoj šumi koja pokriva njene vrhove. Bogata izvorima, a najpoznatiji je izvor Hajdučke vode pored koga se nalazi i sportsko-rekreativni centar Hajdučke vode. Nalazi se na jugoistočnom dijelu općine Kotor Varoš u središnjem dijelu BiH.
Preko 1000 m n/v na Borju se uzdižu Runjavica (1077 m), Pavlov vrh (1029 m),  Komin (1029 m)  i Kuke (1016 m). Vrhovi lanca Očauš – Borja – Uzlomac su vododjelnica slivova Bosne i Vrbasa.
Borja je prekrivena gustim crnogorično listopadnim šumskim sastojinama, Od crnogoričnih vrsta dominiraju bijeli i crni bor, po čemu je i imenovana. Obiluje izvorima, potocima i rijekama, a najpoznatiji izvor su Hajdučke vode pored kojega se nalazi i istoimeni športsko rekreativni objekt. Bogata je i raznim rudama.